# Daleké Dušníky
Daleké Dušníky – wieś i gmina w Czechach, w powiecie Przybram, w kraju środkowoczeskim. 1 stycznia 2014 liczyła 405 mieszkańców.